# بيل ديزي
بيل ديزي (بالإنجليزية: Bill Deasy)‏ هو مغن مؤلف أمريكي، ولد في 1966 في الولايات المتحدة.

## وصلات خارجية
- الموقع الرسمي
- بيل ديزي على موقع IMDb (الإنجليزية)
- بيل ديزي على موقع ميوزك برينز (الإنجليزية)
- بيل ديزي على موقع ديسكوغز (الإنجليزية)